# 太陽グループ
株式会社太陽グループ（たいようグループ 英: TAIYO GROUP Co., Ltd.）は、北海道札幌市に本社を置く、パチンコ店「パーラー太陽」の経営などを事業内容とした企業。本社は札幌市中央区南1条西4丁目。代表取締役社長は東原俊郎。
グループ会社には持株会社の株式会社太陽グループを中心に株式会社太陽流通、株式会社大門ビル開発、株式会社太陽ミリタリーセキュリティ、株式会社太陽スピリッツがある。関連法人に、NPO法人太陽グループボランティアチーム、社会福祉法人太陽育成会、農業生産法人歌志内太陽ファーム、財団法人太陽北海道地域づくり財団がある。

## 概要
パチンコ店「パーラー太陽」の経営のほかまた、店舗には「太陽ミリタリーセキュリティ」として店内を巡回する即応予備自衛官を配置。これは2002年に「株式会社太陽ミリタリーセキュリティ」として北海道公安委員会による認可を得て独立した組織となっている。函館市・帯広市・室蘭市において8店のレストランを経営。シネマコンプレックスとして映画館「シネマ太陽」を中心とした複合施設を経営するなど、地域活性化への一助を兼ねている。ほかに養護施設や札幌芸術の森JAZZフォレスト・HBCこどもコンクールなど音楽・文化活動への後援も実施。1997年には札幌市北区に少年野球用の野球場を建設し、例年「太陽グループ杯争奪全道少年軟式野球大会」を開催している。、小樽市忍路と蘭島に社員用のログハウスを完備するなどしている。

## 沿革
- 1988年（昭和63年）9月 - 有限会社協興商事を札幌市中央区に設立。
- 1992年（平成4年）3月 - 有限会社から株式会社に組織変更を行う。
- 1996年（平成8年）12月 - 北区に出店していた「パーラー太陽篠路店」に、託児施設である「ピノキオルーム」を開設。
- 1997年（平成9年）12月 - 社名を現在の株式会社太陽グループへと変更する。
- 1999年（平成11年）11月 - 社会福祉法人太陽育成会を設立し、その準備委員会を結成。
- 2000年（平成12年）3月 - 北海道庁よりボランティア部会が特定非営利活動法人太陽グループボランティアチームとして認証を、4月には社会福祉法人太陽育成会が札幌市の法人認可をそれぞれ受けた。
- 2001年（平成13年）
  - 1月 - 星置ピノキオ保育園を開園。
  - 12月- 函館市においてパーラー太陽や映画館などの複合施設を建設。財団法人太陽北海道地域づくり財団を設立。
- 2002年（平成14年） - 本社の位置を現在の南1条西4丁目へと移転、
- 2003年（平成15年） - 帯広市にも複合施設を建設したほか、歌志内市において歌志内太陽ファームを開始した。
- 2005年（平成17年） - パチンコ業務関係の事業部門を株式会社パーラー太陽の7社へと分社化、以降太陽グループは持株会社へと移行する。
- 2006年（平成18年）9月 - 「資産の流動化に関する法律」に基づいて、TMK（特定目的会社）を設立した。
- 2009年（平成21年）
  - 7月 - 「ばんけい観光バス」を完全子会社化。
  - 8月 - パーラー太陽の7社を合併し「株式会社パーラー太陽」設立。
  - 10月1日 - 「ばんけい観光バス」を「札幌ばんけい株式会社」に社名変更。
- 2013年（平成25年）7月 - 「株式会社太陽流通」と「株式会社パーラー太陽」が合併。

## 映画館「シネマ太陽」
シネマ太陽（シネマたいよう）は、北海道の函館と帯広にて太陽グループが運営する映画館（シネマコンプレックス）。
2012年（平成24年）2月22日から全スクリーンがデジタルシネマ対応となり、函館のスクリーン1と帯広のスクリーン4にはネストリ3Dシネマシステムが導入された。

### シネマ太陽函館
2001年（平成13年）12月1日、函館市松風町2-8の大門ビル6階に「函館シネマ大門」として開館。その後、2005年（平成18年）2月26日に「シネマ太陽函館」に改称した。
コンセッションではペプシコーラなどを販売している。
| スクリーン | 座席数 （車椅子） | 音響設備 | 備考         |
| ---------- | ----------------- | -------- | ------------ |
| 1          | 102（1）          | SRD      | 3D上映対応   |
| 2          | 90（1）           | SRD      |              |
| 3          | 90（1）           | SRD      |              |
| 4          | 63                | SRD      | 車椅子未対応 |

### シネマ太陽帯広
2003年（平成15年）11月5日に帯広市西3条南11丁目の太陽ビル7階に開館、同月8日グランドオープン。開館日は午後11時から『マトリックス・レボリューションズ』がスクリーン1と4で封切られた。
当映画館の開館による影響で、市内に存在した多くの映画館が閉鎖された。
コンセッションではコカ・コーラなどを販売している。
| スクリーン | 座席数 （車椅子） | 音響設備 | 備考                              |
| ---------- | ----------------- | -------- | --------------------------------- |
| 1          | 236（2）          | Dolby7.1 | BARCO社製レーザー4Kプロジェクター |
| 2          | 96（1）           | Dolby7.1 | BARCO社製レーザー4Kプロジェクター |
| 3          | 84（1）           | Dolby7.1 | BARCO社製レーザー4Kプロジェクター |
| 4          | 104（1）          | Dolby7.1 | BARCO社製レーザー4Kプロジェクター |
| 5          | 96（1）           | Dolby7.1 | BARCO社製レーザー4Kプロジェクター |

## その他
- CMソングに涙の太陽が使われていた時期がある。
- 東原社長が毎月最終週にFM NORTH WAVEの番組にレギュラーゲストとして出演していたことがある。
- 1990年代には落語家の春風亭柳昇をイメージキャラクターに起用した時期があった。
- 2000年代はタック・ハーシーのナレーションでCMを放送していた。
- 現在は東原社長の特技であるトランペットの演奏をCMで披露している。

### 主な提供番組
2022年4月現在
- サンデージャポン（HBC・日曜10:00 - 11:25）
- 報道ステーション（HTB・木曜21:54 - 23:10、番組終了後30秒間ヒッチハイクで放送）